# Piliocolobus kirkii
Procolobus kirkii är en primat i släktet röda guerezor som förekommer på Zanzibar öster om Tanzania. Det svenska trivialnamnet Zanzibarguereza förekommer för arten.

## Utseende
Arten når en kroppslängd (huvud och bål) av 45 till 65 cm och en svanslängd av 58 till 77 cm. Vikten varierar mellan 5,2 och 11,3 kg. Pälsen på ryggen är mörk rödbrun medan buken är ljusgrå. Ansiktet är bara glest täckt med hår och har en svart färg förutom påfallande rosa näsa och läppar. Kring ansiktet förekommer långa gråvita hår och på hjässan har arten rödbrun päls. Skuldrorna och utsidan av armar och bakre extremiteter är svarta. Hos ungar uppkommer den rödbruna färgen först efter 3 till 5 månader och efter cirka 11 månader har de samma pälsfärg som vuxna djur.

## Utbredning och habitat
Denna primat lever nu endast i östra delen av Zanzibar och i ett litet område vid västra kusten. Habitatet utgörs av fuktiga skogar och buskskogar samt av mangrove. Under 1970-talet introducerades arten på ön Pemba. Där finns nu en liten population i öns norra del.

## Ekologi
Procolobus kirkii bildar flockar med upp till 50 medlemmar. Vid födosöket delas flocken ofta i familjegrupper som består av en hanne, några honor och deras ungar. Ibland syns ensamma hannar men de ansluter sig efter en tid till någon flock. När hannar vill uppnå en bättre position i hierarkin uppstår oftast strider.
Dessa guerezor klättrar i växtligheten och äter främst blad och frukter. Födan kompletteras med blommor, bark och frön. Det observerades dessutom flera individer som åt träkol. Antagligen kompenseras så giftiga ämnen från omogna frukter.
Honor kan para sig hela året men mellan två födslar ligger vanligen två eller tre år. När de är parningsberedda sker kopulationen ofta med olika hannar från samma flock. Dräktigheten varar fem till sex månader och sedan föds vanligen en enda unge. Ungen håller sig i början fast i moderns päls och rör sig självständig efter cirka 6 månader. Ett till tre år efter födelsen slutar honan med digivning. Hannar och honor lämnar sin ursprungliga flock när de är tre eller fyra år gamla.
Livslängden uppskattas vara liksom hos andra röda guerezor, alltså vanligen 11 år och som högst 21 år.

## Hot och status
Arten hotas av skogsavverkningar och av svedjebruk. Flera individer dödas för köttets skull eller av bönder som betraktar de som skadedjur på odlade växter. Beståndet minskar och IUCN listar Procolobus kirkii som starkt hotad (EN).